# الفقرة (المدينة المنورة)
الفقرة هي قرية جبلية تابعة لمنطقة المدينة المنورة تبعد عنها 80 كيلومتر.

## التاريخ
موقع الفقرة بالقرب من المدينة المنورة وميناء ينبع أقحمها في الأحداث التي مرت بها تلك المنطقة خلال حقبة العثمانيين وولاتهم على الحجاز حيث كانت في فترات أفضل حصن للأحامدة من حرب و قبيلة جهينة من غارات الأتراك بما تمتلكه من موقع جغرافي واكتفاء غذائي ذاتي.

## التضاريس
تشتهر الفقرة بجبالها ومن أشهر جبالها جبلا الأشعر والأجرد، وسمي الجبل بالأشعر نسبة إلى امتلاءه بالأشجار وخصوصًا شجر العرعر والعتم، في حين سمي الجبل الآخر بالأجرد لعدم وجود النباتات أو الخضرة فيه، وهو جبل يقع إلى الشمال الغربي من الفقرة، والجبل مستقل عن الفقرة وهو بعيد بعض الشيء. والفقرة عبارة عن سلسلة جبال متجاورة في خط طولي تقريبًا تشبه تماماً فقرات العمود الفقري وهذا مما يرجح سبب تسميتها الفقرة.
ترتفع الفقرة عن سطح البحر بحوالي 1,901 م (6,237 قدم)، بالإمكان ومن على قمم بعض جبالها الغربية مثل جبل الخاطر أو النوايل أو من أعلى جبل الغراب رؤية أنوار ينبع البحر والهيئة الملكية للجبيل وينبع وأنوار ينبع النخل وذلك لشدة الارتفاع.

## السياحة
زادت الحركة السياحية فيها بدخول خدمة الكهرباء إليها والاتصالات ووجود عدة مراكز لتوفير المواد الغذائية ومتطلبات التنزه ووجود قرية سياحية متكاملة في المنطقة المركزية في الفقرة، كما يوجد في القرية السياحية جامع لكل الصلوات وصلاة الجمعة بخلاف المساجد المنتشرة في الفقرة. لكن لازالت البلدة ينقصها الكثير بالرغم من أنها منطقة واعدة سياحيًا ولكن الاهتمام بها لازال محدودًا، وجميع المعطيات تشير إلى أهمية الفقرة كمتنفس صيفي تعتدل فيه درجة الحرارة مقارنة بكامل مدن وقرى منطقة المدينة المنورة، مما يجعلها مصيفًا ناجحًا لسكان المنطقة، إضافة إلى أن ارتفاعها يفوق ارتفاع جبال الهدا بالطائف.

## الزراعة
تشتهر بزراعة النخيل والحبوب، كما حباها الله ميزة قد لا توجد في أي منطقة أخرى تتمثل في أن النخلة الواحدة فيها تنتج الرطب ثلاث مرات في السنة، ومن أنواع هذا التمر نوع يسمى الكعيك أو الجبيلي، حيث أن النخلة الواحدة تحمل في جنب منها الطلع وجنب تحمل رطب وجنب يظهر القنو. كما تشتهر الفقرة بالعسل، ويعد ذا جودة عالية جداً نظراً لأنواع النباتات وطبيعة الجبال، لذا يرتفع ثمنه دوناً عن أي عسل من منطقة أخرى أضعافا.

## المناخ
تتميز الفقرة باعتدال الجو فيها صيفاً حيث تقل درجة الحرارة فيها 15 درجة مئوية تقريباً عن المدينة المنورة وشدة البرودة في الشتاء حتى أن سكانها لا يعيشون فيها خلال فصل الشتاء وكانو ينزلون إلى قرية السديرة ووادي ينبع ووادي طاشا ووادي رحقان خلال فصل الشتاء. لذا أصبحت منطقة جذب لأهالي المدينة المنورة، وزادت الحركة السياحية فيها بدخول خدمة الكهرباء إليها والاتصالات ووجود عدة مراكز لتوفير المواد الغذائية ومتطلبات التنزه ووجود قرية سياحية متكاملة في المنطقة المركزية في الفقرة، كما يوجد في القرية السياحية جامع لكل الصلوات وصلاة الجمعة بخلاف المساجد المنتشرة في الفقرة.

## المواصلات (الطرق البرية)
يمكن الوصول للفقرة بعدة طرق:
1. طريق رئيسي وهو طريق (المدينة المنورة - الفريش - الفقرة) ومسافته قرابة 80 كيلومتر وهو طريق مزدوج نفذته وزارة المواصلات.
2. طريق جبلي ترابي (المسيجيد - رحقان - العنيق) حيث يستطيع القادم إلى الفقرة الصعود عن طريق شعب يسمى (محيليه) ولكن لا يمكن الصعود مع هذا الطريق الا باستخدام السيارات ذات الدفع الرباعي وطول الطريق تقريباً 50 كيلومتر عن المسيجيد حتى أعلى قمة الفقرة.
3. طريق (ينبع النخل- السديرة - دمدم) من طريق البقاع يتجه من منطقة مدسوس والبلدة ثم يسلك طريق ترابي متجاوز قريتي الشرجة والسديرة ليصل لعقبة دمدم وهي طريق مسفلت يصعد الجبل، وطول العقبة حوالي خمسة كيلومتر.
4. طريق حديث من (طاشا - السديرة - دمدم) حيث شقت وزارة المواصلات طريقاً من طاشا بطول 30 كيلومتر يصل للسديرة ثم عقبة دمدم.